# Château de Ross
Pour les articles homonymes, voir Ross.
Le château de Ross est un château de la fin du XVe siècle situé au bord du lac Lough Leane, dans le Parc National de Killarney, dans le comté de Kerry en Irlande.

## Présentation
Le château est un bastion typique du Moyen Âge irlandais. Le donjon, équipé d'échauguettes carrées diamétralement opposées, est protégé d'un mur défendu par des tours d'angle rondes.
Il est le fief ancestral du clan O'Donoghue mais change de mains à l'issue de la révolte de Desmond dans les années 1580. La légende raconte qu'O’Donoghue tomba ou fut entraîné de la fenêtre de la grand chambre située au sommet du château et disparut dans les eaux du lac avec son cheval, sa table et sa bibliothèque. On dit qu'il vit maintenant dans un grand palais au fond du lac d'où il surveille de près tout ce qu'il peut voir.
Le château est l'une des dernières places fortes à se rendre aux Roundheads d'Oliver Cromwell pendant la Guerre de Onze Ans. Lord Muskerry (MacCarty) qui tient le château fait face aux 4 000 hommes et 200 cavaliers du général Ludlow. Il ne capitule qu'en raison d'un incident burlesque : à sa construction, une prophétie avait prédit que la forteresse ne tomberait jamais, sauf si une attaque était lancée depuis le lac. Or Ludlow, après des assauts terrestres infructueux, fit une nouvelle tentative, cette fois par le lac. Croyant la prophétie en train de se réaliser, la garnison se rendit sans combattre, offrant un bel exemple d'auto-intoxication.
Il est possible de nos jours de faire un tour en bateau au départ du château, notamment pour visiter l'île Innisfallen située non loin.

## Sources
1. ↑  Guide du Routard - Irlande (2003).